# Притча про паперового змія
«Притча про паперового змія» (рос. «Притча о бумажном змее») — нереалізований кіносценарій Тоніно Гуерра і Мікеланджело Антоніоні. Антоніоні планував зняти фільм в другій половині 1970-х років на території СРСР і вів з цього приводу переговори з Держкіно, однак в результаті задум залишився нездійсненим. Перероблений сценарій був опублікований в 1982 році в Італії як літературний твір.

## Сюжет
В пустелі починається піщана буря, яка змітає все на своєму шляху. Мешканці ховаються по домівках, а діти кидають повітряних зміїв, які вони пускали. Після бурі виявляється, що всі змії подерті вітром і лише один змій, якого пускав хлопчик Усман, не впав і піднявся ще вище. Усман прив'язує до нього нові мотузки, однак змій все підіймається і його вже не видно. Вночі Усман випадково випускає змія з рук, однак мудрий Аксакал, який живе у вежі, знову дає йому кінець нитки.
Наступного дня змієм починають цікавитися всі в окрузі. Купець, провідник верблюдів з поклажею, бере на час нитку змія у Усмана і прив'язує до неї мотузки, які він везе на продаж. У нього закінчуються всі мотузки, а змій підіймається вище. Згодом усі жителі починають шукати мотузки для змія, їх привозять товарними потягами і котять пустелею. Міністр країни приїжджає в обсерваторію і консультується з астрономами — вони підтверджують, що бачать змія в космосі і він продовжує свій шлях.
Згодом виявляється, що вузол на одній з мотузок розв'язався і змія ніщо не зв'язує з Землею. Незабаром з неба починає опускатися мотузка. Вона набула різних кольорів і кілометри мотузки накривають собою все навколо, утворюючи красиві візерунки. Аксакал говорить, що одного разу Земля перестане бути придатною для життя, а люди вирушать на пошуки нової планети і тоді змій Усмана вкаже їм шлях. Подумки Усман переноситься на сто років уперед і бачить низки космічних кораблів, на яких людство покинуло Землю. Побачивши змія, кораблі летять за ним. Змій падає на невідому планету, якій судилося стати новим домом для людей.

## Видання
Повість вийшла окремим виданням у 1982 році в Італії у видавництві «Maggioli». Цей твір мав ряд відмінностей від вихідного сценарію фільму. Так, в сценарії було зазначено, що дія відбувається в СРСР; головного героя звали Тимур, фігурувала також його старша сестра Ширін; побачивши ажіотаж навколо змія, уряд робив спроби перерізати його нитку з вертольота.
Російський переклад книги вийшов в збірці творів Тоніно Гуерра в 1985 році.